# 小行星2672
小行星2672（2672 Pisek）是一颗围绕太阳公转的小行星。1979年5月31日，雅羅斯拉夫·克維托（Jaroslav Květoň）在克萊季发现了此天体。
該小行星以捷克的城市皮塞克命名。
这颗小行星的绝对星等为152.4760972524865等。